# ثنائي طارمة ذو هلالين
في الهندسة الرياضية، ثنائي الطارمة ذو الهلالين (بالإنجليزية: Bilunabirotunda) متعدد وجوه مُحدَّب ابتدائي، له 14 وجهًا هي 8 مثلثات متساوية الأضلاع، ومربعين، و4 خماسيات منتظمة، أطوال حروفه كلها متساوية، وهو بذلك يستوفي شروط مُجسَّم جنسون.

## الخصائص
وجوه ثنائي الطارمة ذي الهلالين: 8 مثلثات متساوية الأضلاع، ومربعين، و4 مخمَّسات منتظمة. وهو المجسم رقم 91 ({\displaystyle J_{91}}) في قائمة مجسمات جونسون، وهي القائمة التي تضم متعددات وجوه محدبة كل وجوهها مضلعات منتظمة.
مساحة سطحه لو كان طول حرفه {\displaystyle a} هي:
{\displaystyle \left(2+2{\sqrt {3}}+{\sqrt {5(5+2{\sqrt {5}})}}\right)a^{2}\approx 12.346a^{2},}
وحجمه:
{\displaystyle {\frac {17+9{\sqrt {5}}}{12}}a^{3}\approx 3.0937a^{3}.}

## الإنشاء
وُصِف متعدد الوجوه هذا بذي الهلالين لأنه يحوي زوجين من مُركَّبٍ يُسمَّى الهلال (بالإنجليزية: lune)، يُنشَأ من لصق مثلثين على ضلعي مربع متقابلين، ويظهر الهلالان بصورة أوضح في شبكة المتعدِّد، إضافة إلى المُخمَّسات والمثلثات التي تشكل جوانب طارمتين، يفصل بينهما الهلالين، منحتا المُتعدد اسمه.

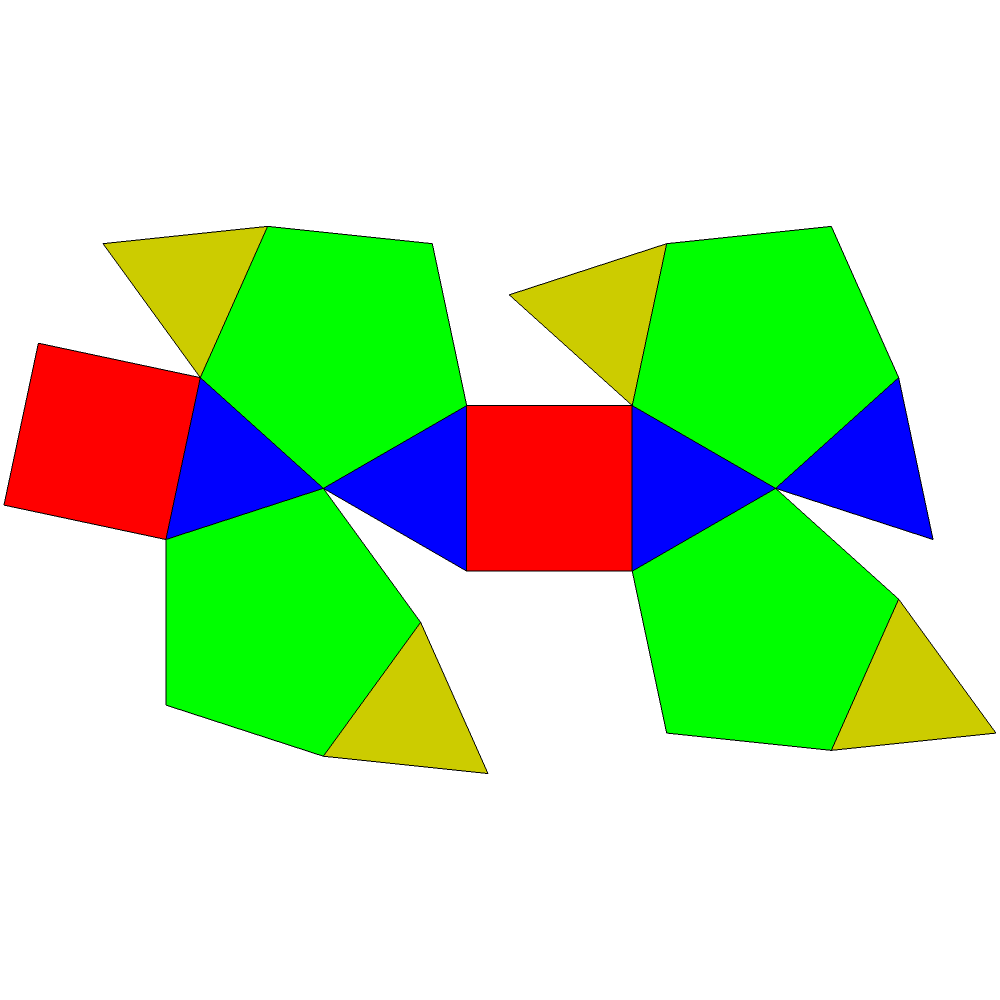
ثنائي طارمة ذي هلالين، يتكون الهلال من مربع، ملوَّن بالأحمر، ومثلثين زُرق.

ثنائي الطارمة ذو الهلالين مُتعدد وجوه ابتدائي، أي لا يُمكن تقسيمه إلى متعددي وجوه منتظمين بقطعه بمستو. يُمكن إنشاؤه بلصق إسفينين واثنين من عُشروني الوجوه ثلاثي البخس المُعزَّز.

## معرض الصور
- نموذج ثلاثي الأبعاد ذي وجوهٍ غير شفافة

نسخة متجهية لثنائي طارمة ذي هلالين
ثنائي طارمة ذو هلالين مدوَّر بأوضاع متنوعة لاستعراض وجوهه المختلفة.

### فهرس الإحالات
1. 1 2 3  Berman (1971), p. 340.
2. ↑  Johnson (1966), p. 199.
3. ↑  Cromwell (1997), p. 86–87, 89.
4. ↑  Gailiunas (2001), p. 120.

### معلومات المراجع كاملة
مقالات
- Norman Johnson (1966). "Convex polyhedra with regular faces". Canadian Journal of Mathematics (بالإنجليزية). 18: 169–200. DOI:10.4153/CJM-1966-021-8. ISSN:0008-414X. MR:0185507. OCLC:8323842957. Zbl:0132.14603. QID:Q55758346.
- Martin Berman (1971). "Regular-faced convex polyhedra". Journal of the Franklin Institute (بالإنجليزية). 291 (5): 329–352. DOI:10.1016/0016-0032(71)90071-8. ISSN:0016-0032. MR:0290245. OCLC:4924207364. QID:Q134974397.
- Paul Gailiunas (2001). "A Polyhedral Byway" (PDF). Bridges 2001: Mathematical Connections in Art, Music and Science (بالإنجليزية): 115–122. QID:Q135334604.

كتب
- Peter R. Cromwell (1997). Polyhedra: one of the most charming chapters of geometry (بالإنجليزية). Cambridge: Cambridge University Press. ISBN:978-0-521-55432-9. LCCN:96009420. MR:1458063. OCLC:5894556930. QID:Q134888807.